# Antje Schrupp

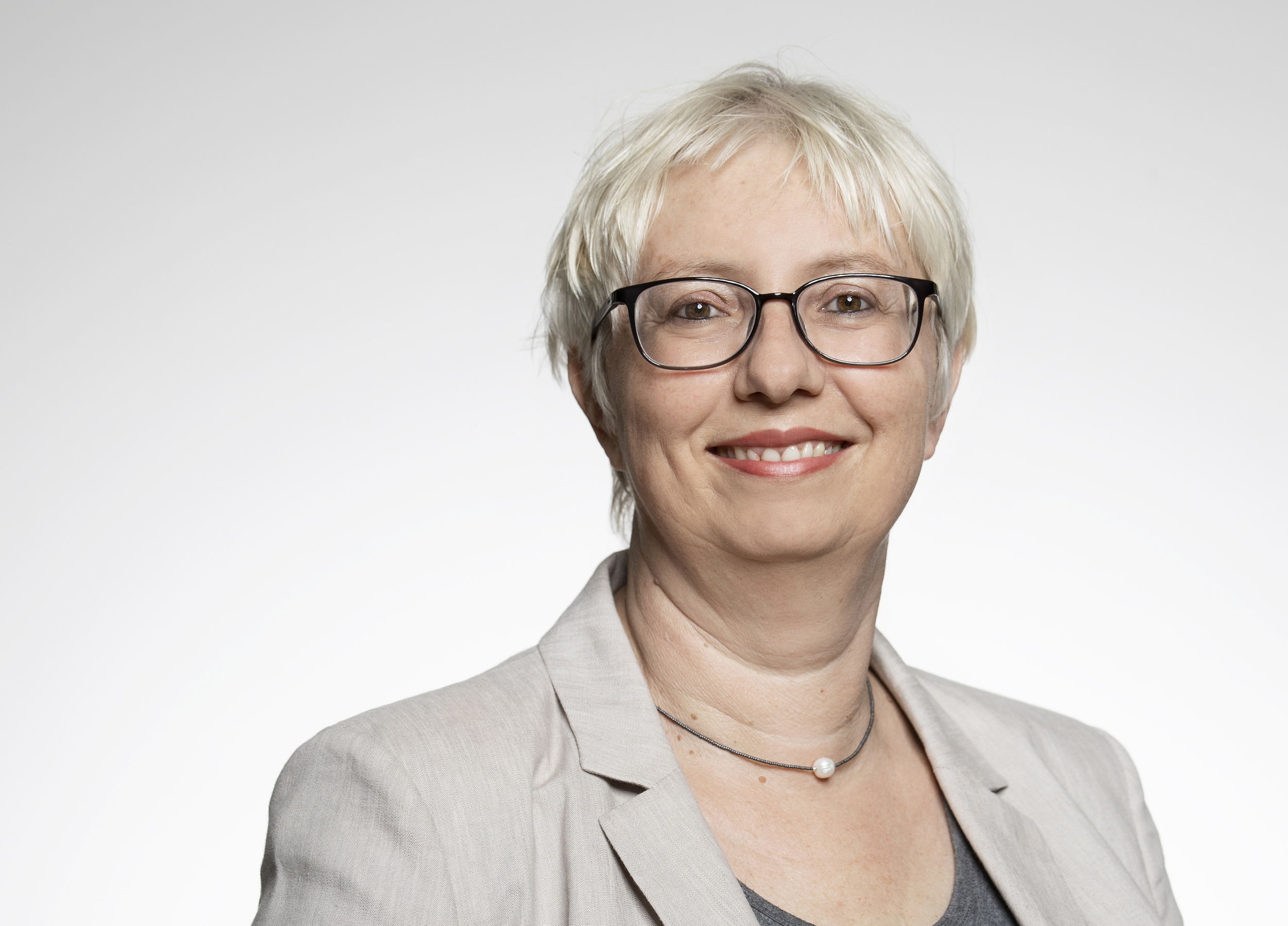
Antje Schrupp (2019)

Antje Schrupp (* 22. September 1964 in Weilburg, Hessen) ist eine deutsche Politikwissenschaftlerin, Journalistin und Bloggerin, Buchautorin und Übersetzerin.

## Leben
Antje Schrupp studierte Politologie, Philosophie und Evangelische Theologie an der Johann Wolfgang Goethe-Universität Frankfurt am Main. 1999 promovierte sie im Fachbereich Gesellschaftswissenschaften mit einer Studie über die politischen Ideen von Frauen in der Ersten Internationale. Anhand von vier Biografien beleuchtete sie das Verhältnis von Feminismus und Marxismus. Ihre Gutachter waren Ute Gerhard und Iring Fetscher.
Von 1985 bis 1987 absolvierte sie ein Volontariat beim Evangelischen Pressedienst, danach war sie beim Hörfunk tätig. Seit 2000 bis heute arbeitet Antje Schrupp mit einer halben Stelle als Redakteurin der Zeitung Evangelisches Frankfurt., seit 2019 Evangelisches Frankfurt und Offenbach.
Über das Denken italienischer Feministinnen des Mailänder Frauenbuchladens Libreria delle donne di Milano und der Philosophinnengruppe Diotima um Chiara Zamboni und Luisa Muraro kam sie Mitte der 1990er Jahre zum Feminismus. Mit Dorothee Markert hat Antje Schrupp Bücher von Diotima aus dem Italienischen übersetzt. Zur Neuauflage 2001 von Wie weibliche Freiheit entsteht schrieb sie das Vorwort, einem Buch von 1988 (ital.: Non credere di avere dei diritti, 1987) der Autorinnen des Mailänder Frauenbuchladens, die einen neuen Ansatz feministischer politischer Praxis entwarfen, den sie affidamento nannten.
2007 initiierte Antje Schrupp mit anderen Frauen das Online-Forum beziehungsweise-weiterdenken. Es ist ein Forum, das von den Beziehungen von Frauen ausgeht und eine „Plattform für Ideen zu schaffen [will], die ausgehend von der weiblichen Liebe zur Freiheit die Welt verstehen und Gesellschaft gestalten.“ Dabei können sich jederzeit neue Autorinnen und Redakteurinnen beteiligen.
2012 gehörte sie zu den Autorinnen des Wörterbuchs ABC des guten Lebens, das zunächst gedruckt in der Reihe Philosophisch-politische Bändchen des Christel Göttert Verlags, inzwischen auch als Online-Wörterbuch auf Deutsch und Englisch verfügbar ist.
In ihrem Blog Aus Liebe zur Freiheit schreibt sie Texte zu aktuellen Debatten aus feministischer Perspektive. Seit 2014 schrieb sie für das FAZ-Blog Ich. Heute. 10 vor 8, das seit Juli 2015 bei Zeit Online unter dem Titel 10 nach 8 fortgeführt wurde.
Seit Mai 2009 ist sie Mitglied der Jury der Evangelischen Filmarbeit.
Seit Oktober 2019 ist sie Mitglied im Präsidium der Evangelischen Frauen in Deutschland.
Sie lebt als freie Journalistin und Buchautorin in Frankfurt am Main.

## Positionen
Antje Schrupp versteht sich als Differenzfeministin in der Tradition italienischer Feministinnen in Mailand und Verona. Sie kritisiert eine Gleichstellungspolitik, bei der Frauen sich an männlichen Normen und Karrierewegen orientieren sollen, aber auch den Queerfeminismus, der wenig dazu beitrage, unfreie Geschlechterklischees zu überwinden. Als feministische Strategie empfiehlt sie stattdessen, „Differenzen unter Frauen anzuerkennen, sichtbar zu machen und öffentlich zu verhandeln. Die Praxis dazu ist die bewusste Pflege von Beziehungen unter Frauen und die Anerkennung weiblicher Autorität, und zwar ohne dabei von einem einheitlichen „Wir“ der Frauen auszugehen.“
Inspiriert von den italienischen „Sottosopras“, den Flugschriften des Mailänder Frauenbuchladens, erschien 1999 Liebe zur Freiheit, Hunger nach Sinn im Christel Göttert Verlag. Der Band mit dem Untertitel Flugschrift über Weiberwirtschaft und den Anfang der Politik war der erste der Reihe Philosophisch-politische Bändchen. Die Autorinnen Ulrike Wagener, Dorothee Markert, Antje Schrupp und Andrea Günter wollten sich nicht mit Debatten zum Thema Gleichstellung und formalen Rechten zufriedengeben, sondern fragen, wie sich die Freiheit der Frauen verändernd auf die Philosophie und die Gesellschaft auswirkt.
2002 erschien Antje Schrupps Biografie über die US-amerikanische Feministin Victoria Woodhull. Eine Neubearbeitung kam 2016 unter dem Titel Vote for Victoria!: Das wilde Leben von Amerikas erster Präsidentschaftskandidatin Victoria Woodhull (1838–1927) heraus.
2004 veröffentlichte Antje Schrupp zusammen mit anderen Autoren, zu denen u. a. Ina Praetorius und Dorothee Markert gehören, den Text Gutes Zusammenleben im ausgehenden Patriarchat, der sich für ein leistungsunabhängiges Grundeinkommen einsetzt. Die Autoren verstehen ihn als „Denkanstoß für die Neuorganisation des Zusammenlebens nach dem Zusammenbruch der statischen Geschlechterordnung“. Seither hat sich Antje Schrupp immer wieder als Autorin, Referentin und Aktivistin für ein Bedingungsloses Grundeinkommen ausgesprochen.
In Methusalems Mütter (2007), als feministische Antwort auf Frank Schirrmachers Methusalem-Komplott gedacht, beschäftigte sie sich mit den Chancen des demografischen Wandels. Darin plädiert sie dafür, die Veralterung der Gesellschaft als Chance für mehr Vielfalt und eine Kultur der Fürsorge zu verstehen: „Eine Welt, die damit rechnet, dass alte Menschen in ihr leben, wird nicht nur für die alten Menschen gut sein, sondern für alle.“
Antje Schrupp äußert sich auch regelmäßig zu religiösen und theologischen Themen. Seit 2013 betreibt sie das Blog Gott und Co., 2014 forderte sie in der Wochenzeitung der Freitag unter der Überschrift Mutter unser, sich Gott nicht mehr in männlichen, sondern in weiblichen Bildern vorzustellen. Seit 2021 ist sie Kolumnistin der evangelischen Monatszeitschrift Zeitzeichen.
Antje Schrupp versteht sich als Anarchistin. In einem biografischen Interview mit der Zeitung Graswurzelrevolution sagte sie 2013: „Ich würde mich als Anarchistin bezeichnen im Sinne dessen, dass ich nicht glaube, dass wirkliche Gesellschaftsveränderungen möglich sind über die Ausnutzung staatlicher Strukturen.“ Zudem zog sie Parallelen zwischen Anarchismus und Feminismus: „Es geht mir nicht um eine Gleichstellung von Frauen in Bezug auf das, was die Männer bisher schon gemacht haben, sondern, was mich interessiert sind Ideen von Frauen darauf hin, was man anders machen kann. Da sehe ich viele Parallelen zum Anarchismus, der ja eben auch nicht den Ansatz hatte, dass sich die Arbeiter in das bestehende parlamentarische System integrieren, durch die Gründung von Arbeiterparteien oder so, sondern, dass es darum geht, zu verhandeln, wie man das Politische überhaupt anders denken kann und wie man Regeln auf eine andere Weise finden kann, als durch die bestehenden staatlichen Strukturen.“
2015 veröffentlichte Antje Schrupp zusammen mit der Zeichnerin Patu den Comic-Band Kleine Geschichte des Feminismus, der in mehrere Sprachen übersetzt wurde.
Nach den sexuellen Übergriffen in der Silvesternacht 2015/2016 gehörte Antje Schrupp zu den Initiatorinnen des Hashtags #Ausnahmslos gegen Sexismus und Rassismus.
2018 bezog Antje Schrupp in einem Beitrag für Zeit Online Position in der feministischen Kontroverse um ein Sexkaufverbot. Unter der Überschrift Sexarbeit und Prostitution sind nicht dasselbe schrieb sie: „Eine Feministin kann sowohl Sexarbeiterinnen unterstützen und für einen freien, akzeptierenden Markt sexueller Dienstleistungen eintreten, als auch Prostitution ablehnen und Projekte anstoßen, die betroffenen Frauen helfen, sich aus solchen Situationen zu befreien. Das ist überhaupt kein Widerspruch.“
2019 erschien Antje Schrupps Buch Schwangerwerdenkönnen. Essay über Körper, Geschlecht und Politik, in dem sie sich mit dem Verhältnis von reproduktiver, biologischer Differenz und Geschlechterdifferenz auseinandersetzt. In einem Streitgespräch mit dem Philosophen Christoph Türcke fordert sie, mit „dem patriarchalen Erbe der binären Hierarchien, die durch Fehlinterpretation der biologischen Prozesse entstanden sind" kreativ umzugehen.“

## Familie
Antje Schrupp hat selbst keine Kinder, wie sie selbst schreibt, nicht weil sie das jemals beschlossen hätte, sondern weil sie „nie einen guten Grund dafür hatte, welche zu bekommen“ und ihr „der Gedanke, eine Schwangerschaft und Geburt zu durchlaufen, aufgrund meiner generellen Abneigung gegen Arztbesuche und Krankenhausaufenthalte eher gruselig“ erschien.

## Auszeichnungen
- 2012: Publikumspreis „Goldener Blogger“ für ihr Blog antjeschrupp.com[39]
- 2015: Hauptpreis der „Else-Mayer-Stiftung“ für ihr publizistisches Werk für die Rechte der Frauen[40]

## Schriften
- Unter allen Umständen frei. Revolutionärer Feminismus bei Victoria Woodhull, Lucy Parsons und Emma Goldman. Ulrike Helmer Verlag, Sulzbach 2025, ISBN 978-3-89741-502-7.
- Reproduktive Freiheit. Eine feministische Ethik der Fortpflanzung. Unrast Verlag, Münster 2022, ISBN 978-3-89771-151-8.
- Schwangerwerdenkönnen: Essay über Körper, Geschlecht und Politik. Ulrike Helmer Verlag, Darmstadt 2019, ISBN 978-3-89741-435-8.
- Neubearbeitung: „Vote for Victoria!“ Das wilde Leben von Amerikas erster Präsidentschaftskandidatin Victoria Woodhull (1838–1927). Ulrike Helmer Verlag, Sulzbach am Taunus 2016, ISBN 978-3-89741-393-1.[41]
  - Längere Ursprungsfassung: Das Aufsehen erregende Leben der Victoria Woodhull. Ulrike Helmer Verlag, Königstein im Taunus 2002, ISBN 3-89741-105-9. Neuausgabe dieser Fassung: Buch & Netz, Zürich 2015. Buch ISBN 978-3-03805-040-7. E-Book ISBN 978-3-03805-105-3.[42]

- mit Patu: Kleine Geschichte des Feminismus im euro-amerikanischen Kontext. Unrast Verlag, Münster 2015, ISBN 978-3-89771-595-0.
- Frankfurter Antworten auf die Gretchenfrage. Schriftenreihe des Evangelischen Regionalverbandes, Frankfurt 2012, ISBN 978-3-922179-47-4.
- et al.: ABC des guten Lebens. Christel-Göttert-Verlag, Rüsselsheim 2012, ISBN 978-3-939623-40-3.
- Was wäre wenn? Über das Begehren und die Bedingungen weiblicher Freiheit. Ulrike Helmer Verlag, Sulzbach am Taunus 2009, ISBN 978-3-89741-292-7.
- Methusalems Mütter. Chancen des demografischen Wandels. Ulrike Helmer Verlag, Königstein im Taunus 2007, ISBN 978-3-89741-223-1.
- Zukunft der Frauenbewegung. Christel-Göttert-Verlag, Rüsselsheim 2004, ISBN 3-922499-75-9.
- Nicht Marxistin und auch nicht Anarchistin. Frauen in der Ersten Internationale. Ulrike Helmer Verlag, Königstein im Taunus 1999, ISBN 3-89741-022-2. (Dissertation Universität Frankfurt a. M., 1999).
- mit Ulrike Wagener, Dorothee Markert, Andrea Günter: Liebe zur Freiheit, Hunger nach Sinn. Flugschrift über Weiberwirtschaft und den Anfang der Politik. Christel-Göttert-Verlag, 1999, ISBN 3-922499-36-8.
- Die Neuheiden. Von neuen Heiden und alten Göttern – Hexen, Magier und Druiden – Götter zum Anfassen. Gemeinschaftswerk der Evangelischen Publizistik, Frankfurt am Main 1997, ISBN 3-921766-91-5.

Übersetzungen (Diotima)
- mit Dorothee Markert: Macht und Politik sind nicht dasselbe. Ulrike Helmer Verlag, Sulzbach 2012, ISBN 978-3-89741-338-2.
- mit Andrea Günter, Dorothee Markert: Die Welt zur Welt bringen. Politik, Geschlechterdifferenz und die Arbeit am Symbolischen. Ulrike Helmer Verlag, Königstein im Taunus 1999, ISBN 3-89741-030-3.
- mit Dorothee Markert: Jenseits der Gleichheit. Über Macht und die weiblichen Wurzeln der Autorität. Ulrike Helmer Verlag, Königstein im Taunus 1999, ISBN 3-89741-023-0.